# رودراس

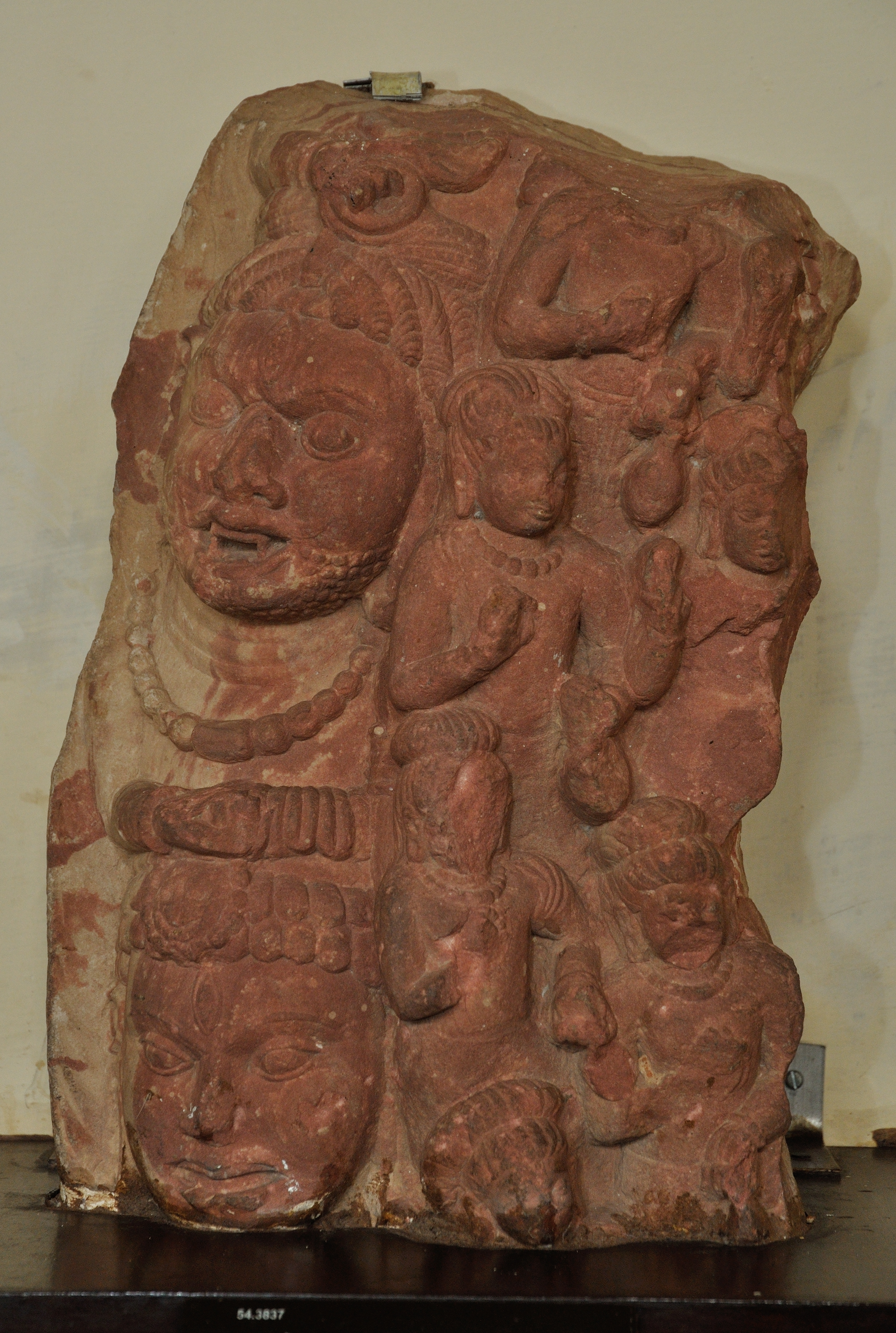
بخشی از ویوماماندالا که رودراس را به تصویر می‌کشد - حدود قرن پنجم میلادی، کاترا کشاوا دوا. در حال حاضر در موزه ماتورا

رودراس (انگلیسی: Rudras) شکل‌ها و پیروان خدای رودرا-شیوا هستند و یازده مورد از سی و سه ایزد در پانتئون هندوئیسم را می‌سازند. آنها در مواقعی با ماروت‌ها - پسران رودرا - شناخته می‌شوند. در حالی که در زمان‌های دیگر، متمایز از آنها در نظر گرفته شده‌است.